# 広島県道408号中安田田打線
広島県道408号中安田田打線（ひろしまけんどう408ごう なかやすだとうちせん）は、広島県世羅郡世羅町を通る一般県道である。

## 概要
世羅郡世羅町大字安田から世羅郡世羅町大字田打に至る。
世羅広域農道（世羅高原ふれあいロード）を境に北側は大型車の通行が困難な狭い山道、南側は快適な道と格差が激しい。

### 路線データ
- 起点：世羅郡世羅町大字安田（国道184号交点）
- 終点：世羅郡世羅町大字田打（広島県道25号三原東城線交点）
- 総延長：約11.2 km

## 地理

### 通過する自治体
- 世羅郡世羅町

### 交差する道路
| 交差する道路                          | 交差する場所 | 交差する場所 |
| ------------------------------------- | ------------ | ------------ |
| 国道184号                             | 大字安田     | 起点         |
| 世羅広域農道 / 世羅高原ふれあいロード | 大字京丸     |              |
| 国道432号                             | 大字京丸     | 京丸交差点   |
| 広島県道25号三原東城線                | 大字田打     | 終点         |

### 沿線
- せら香遊ランド
- 京丸ダム